# Федор фон Бок
Федор фон Бок (Кистрин, 3. децембар 1880 — Хамбург, 4. мај 1945) је био Generalfeldmarschall Вермахта, који је служио као командант групе армија Центар током напада нацистичке Немачке на Совјетски Савез 1941. године. Фон Бок је сматран генералом који све ради „по правилима“, и није се пуно мешао у политику, али такође није симпатисао оне који су се противили Адолфу Хитлеру.

## Живот и каријера
Рођен је у Кистрину (у то време је припадао Бранденбургу у Немачкој). Похађао је војну академију, а затим је ступио у Немачку војску 1897. године. Борио се у Првом светском рату, и до 1918. је стекао чин мајора. Остао је у армији након завршетка рата, служећи као командант Треће армијске групе.
Био је један од неколицине официра који нису смењени са дужности када је Хитлер реорганизовао војску 1939. године у освит Другог светског рата. У то доба, фон Бок је био задужен да води групу армија Север током успешне Инвазије на Пољску. Након успешног вођења блицкрига против Француске, Белгије, и Холандије, фон Бок је унапређен у фелдмаршала. Затим му је дато његово најчувеније задужење; операција Барбароса, освајање Москве и пораз Совјетског Савеза. Године 1941, фон Бок је извршио инвазију на део Пољске под совјетском окупацијом, раскинувши споразум Рибентроп-Молотов између Немаца и Совјета. До децембра, цела Пољска, Украјинска СССР, као и Белорусија и већи део западне Русије су били освојени.
Међутим, фон Бок је имао несрећу да се суочи са оштром руском зимом, када су његови војници доспели на око 30 km од Москве. Температуре су пале на просечних –30 °C, немачки војници су имали изразито неодговарајућу одећу, а суочили су се са изразито жилавим и вештим отпором Црвене армије. Тенковски мотори су редовно отказивали, а оружје се често кочило. Међутим, Хитлер је наредио фон Боку да држи своје позиције. Руске снаге, под командом маршала Георгија Жукова, су брзо прешле у противофанзиву, одбацивши Немце на 145 km од Москве. Немачке жртве су се мериле хиљадама, а Немци до краја рата више нису запретили Москви.
Иако се лично противио зверствима која су Немци чинили против совјетских цивила, фон Бок никада није протестовао директно код Хитлера (мада је једном приликом наложио подређеном да поднесе формалну жалбу). Након Хитлеровог самоубиства, фон Бок се ставио под команду адмирала Карла Деница, новог вође Немачке. Боравећи у Хамбургу, фон Бок је убијен у савезничком бомбардовању 4. маја 1945. године.